# János Bognár
János Bognár (24 de abril de 1914 — 8 de maro de 2004) foi um ciclista húngaro que competiu no ciclismo nos Jogos Olímpicos de Verão de 1936, representando a Hungria.